# Gertrud Sigurdsen
Gertrud Kristina Blixt-Sigurdsen, ogift Blixt, född 11 januari 1923 i Tunabergs församling, Södermanlands län, död 27 mars 2015 i Västermalms församling i Stockholm, var en svensk politiker (socialdemokrat).
Efter realexamen och handelsutbildning var Sigurdsen anställd vid AB Näfveqvarns bruk, länsstyrelsen i Södermanlands län och Aktiebolaget Nyköpings Automobilfabrik (ANA) i Nyköping. Hon var LO-sekreterare och ombudsman 1949–82, riksdagsledamot 1969–91, konsultativt statsråd (biståndsminister) 1973–76 och hälsovårdsminister 1982–85 samt slutligen socialminister 1985–89. Hon innehade flera styrelse- och utredningsuppdrag samt var under en tid ordinarie ledamot av socialdemokratiska partiets verkställande utskott.
Gertrud Sigurdsen var dotter till traktorföraren Arvid Blixt och Cecilia, ogift Karlsson. Hon var 1953–1960 gift med Rolf Sigurdsen (1922–1972) från Norge, med vilken hon fick sönerna Odd (född 1954) och Björn (född 1956).